# رقصة الشيطان
رقصة الشيطان هو وصف غربي قديم للرقصات البوذية التبتية غالبًا ما يؤدي البوذيين دور الرهبان بالزي، ومن هذه الأزياء يشتق وصف «رقصة الشيطان».
يعتقد المشتركون ان هذه الرقصة تطهر وتستعمل لمكافحة الشر وتحقيق الحظ الجيد، وكذلك بمثابة وسيلة للتأمل للمشاركين.
يتم تنفيذ واحدة من هذه الرقصة عشية لوسار التي تعتبر رأس السنة التبتية الجديدة للاحتفال باغتيال الملك التبتي القاسي، «لانغدارما» في القرن التاسع الميلادي. ترمز هذه الررقصة إلى انتصار الخير على الشر.